# جورج سويندن
جورج سويندن (بالإنجليزية: George Swindin)‏، من مواليد 4 ديسمبر 1914 في كامبسال في إنجلترا، وفي توفي في 26 أكتوبر 2005 في كيترينغ في إنجلترا، لاعب كرة قدم إنجليزي سابق، ومدرب كرة قدم إنجليزي سابق.
بدأ مسيرته الكروية مع نادي برادفورد سيتي في عام 1934، ولعب معهم حتى عام 1936، وشارك معهم في 26 مباراة، وفي عام 1936 انتقل إلى نادي آرسنال، ولعب معهم حتى عام 1954، وشارك معهم في 297 مباراة، وفي موسم 1954/1955 انتقل إلى نادي بيتيربوروه يونايتد.
و قد درب نادي بيتيربوروه يونايتد منذ عام 1954 وحتى عام 1958، وقد درب نادي آرسنال منذ عام 1958 وحتى عام 1962، وقد درب نادي نورتش سيتي منذ مايو 1962 وحتى نوفمبر 1962، وفي عام 1962 انتقل إلى نادي كارديف سيتي، ودربهم حتى عام 1964، ودرب نادي كيترينغ تاون منذ يوليو 1965 وحتى نوفمبر 1965، وفي موسم 1969/1970 درب نادي كوربي تاون.